# Чейрой
Чейрой (чечен. Чейрой) — один из чеченских тайпов, входящий в тукхум шарой. Был расселён в основном в юго-восточной части Чечни.
Тайп располагался на ручье Келакхойн ин. Имел границы на западе с тайпами Хакмадой и Химой, на севере с тайпом Кенхой, на востоке и юге Республика Дагестан.
Чейрой занимались скотоводством и террасное земледелием. Также имелись и небольшие соляные выходы. Политически представители тайпа тяготели к Кенхи.

## Этимология
Название тайпа исходит от «ча» (медведь) и «ара» (поляна).

## Поселения тайпа
Представители тайпа имели следующие аулы: Шаматура, Кагаттой, Горагорий, Кордилая, Кхиларо и Чечбетла.